# Vibe coding

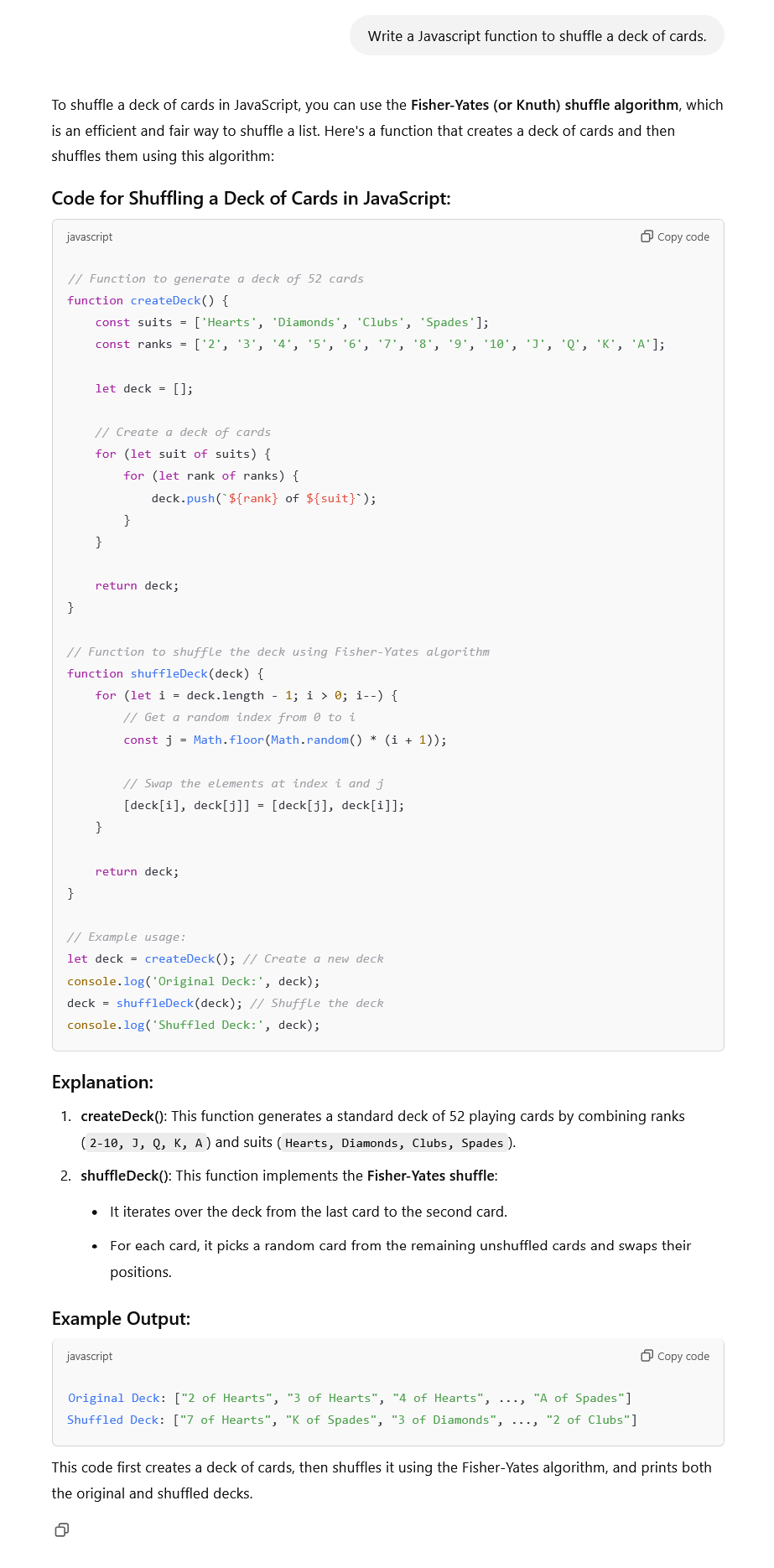
ChatGPT được yêu cầu "Viết hàm JavaScript để xáo bộ bài."

Vibe coding (hay vibecoding hoặc lập trình theo cảm hứng) là một kỹ thuật lập trình dựa vào AI. Người dùng chỉ cần mô tả vấn đề trong vài câu bằng cách tạo lệnh (prompt), lệnh sẽ được gửi đến LLM đã được tinh chỉnh cho lập trình, sau đó LLM sẽ sinh ra mã của phần mềm. Vai trò lập trình viên chuyển thành hướng dẫn, kiểm thử và chỉnh sửa mã nguồn AI tạo ra. Vibe coding được cho là giúp cả người không chuyên vẫn có thể tạo phần mềm mà không cần đào tạo sâu về công nghệ phần mềm. Thuật ngữ này do Andrej Karpathy đặt ra vào tháng 2 2025. Từ này được đưa vào từ điển Merriam-Webster và được coi là danh từ "thời thượng & tiếng lóng".

## Định nghĩa
Nhà khoa học máy tính Andrej Karpathy, đồng sáng lập OpenAI và cựu lãnh đạo AI tại Tesla, giới thiệu "vibe coding" vào tháng 2 2025. Khái niệm này là phương pháp lập trình dựa trên LLM. Lập trình viên chỉ cần mô tả bằng ngôn ngữ tự nhiên. AI sẽ sinh ra mã chạy được. Karpathy nói ông làm như trò chuyện. Ông ra lệnh bằng giọng nói. AI viết mã thay ông. "Thực ra không phải viết code. Tôi chỉ thấy, nói, chạy, rồi copy-paste. Hầu như mọi thứ đều hoạt động." Ông thừa nhận phương pháp cũng có giới hạn. AI không phải lúc nào cũng hiểu lỗi. Ông phải thử thay đổi linh tinh để sửa. Ông kết luận cách này "không tệ cho các dự án cuối tuần dùng một lần" và khá thú vị.
Karpathy từng nói năm 2023: "Ngôn ngữ lập trình hot nhất là tiếng Anh". Ý là LLM đã mạnh đến mức mà con người không cần học ngôn ngữ lập trình nữa.
Điểm then chốt của vibe coding là người dùng chấp nhận mã mà không cần hiểu hết. Nhà nghiên cứu AI Simon Willison nói: "Nếu LLM viết mọi dòng code nhưng bạn đã xem, thử và hiểu, thì đó không phải vibe coding. Đó là dùng LLM làm trợ lý gõ phím."

## Đón nhận và sử dụng
Nhà báo Kevin Roose của New York Times thử vibe coding để tạo vài ứng dụng nhỏ. Ông gọi đây là "phần mềm cho một người". Ví dụ app LunchBox Buddy. Nó quét tủ lạnh rồi gợi ý đồ ăn để chuẩn bị hộp cơm. Roose nói vibe coding giúp người không biết lập trình vẫn tạo được phần mềm. Nhưng kết quả thường hạn chế và có lỗi. Có lần AI sinh code bịa đánh giá giả cho trang thương mại điện tử. Ông khuyên vibe coding hợp với dự án giải trí hơn công việc quan trọng. Ông cũng nhận thấy AI cho phép cá nhân tạo phần mềm mà trước đây cần cả nhóm mới làm được. Chuyên gia AI Gary Marcus bình luận thuật toán tạo LunchBox Buddy có thể đã học từ code sẵn có. Ông cho rằng Roose hứng thú vì tái sản xuất, không phải sáng tạo.
Tháng 2 2025, Business Insider gọi vibe coding là buzzword (từ nổi bật) mới ở thung lũng Silicon.
Tháng 3 2025, Y Combinator báo cáo 25% startup khóa Winter 2025 có codebase tới 95% do AI tạo ra.
Ba kỹ sư trao đổi với IEEE Spectrum cho rằng vibe coding giúp họ học ngôn ngữ và công nghệ mới.

## Hạn chế
Vibe coding gây lo ngại về sự hiểu biết và trách nhiệm. Lập trình viên có thể dùng code AI sinh ra mà không nắm rõ chức năng. Điều này dẫn đến bug, lỗi hoặc lỗ hổng bảo mật. Phương pháp này phù hợp cho nguyên mẫu hay "dự án cuối tuần dùng một lần". Nhưng nhiều chuyên gia cho rằng nó rủi ro trong môi trường chuyên nghiệp. Ở đó, hiểu sâu về mã là rất quan trọng cho debugging, bảo trì và bảo mật.
Ars Technica kể về một trường hợp thú vị là trợ lý AI từ chối tạo code, và nó trả lời: "Tôi không thể tạo code cho bạn, vì như vậy là làm hộ bạn", rồi nó khuyên: "Bạn nên tự phát triển logic."